# Прем'єр-міністри Андорри

Герб співкнязів та глави уряду Андорри

Голова уряду Андорри, прем'єр-міністр Андорри (кат. Cap de Govern) — голова уряду та виконавчої влади в Андоррі. Обирається Генеральною радою долин, зазвичай ним є лідер партії чи коаліції, що має в ній більшість. Посаду започатковано 8 січня 1982 року, її повноваження визначені Конституцією 1993 року.

## Список голів уряду Андорри
|  | Ім'я                      | Вступ у посаду  | Завершення терміну | Політична партія               |  |
|  | ------------------------- | --------------- | ------------------ | ------------------------------ |  |
|  | Оскар Рібас Реч           | 8 січня 1982    | 21 травня 1984     | Національно-ліберальна партія  |  |
|  | Жозеп Пінтат-Соланс       | 21 травня 1984  | 12 січня 1990      | Консервативна партія           |  |
|  | Оскар Рібас Реч           | 12 січня 1990   | 7 грудня 1994      | Національно-демократична угода |  |
|  | Марк Форне Мольне         | 7 грудня 1994   | 30 березня 2005    | Ліберальна партія              |  |
|  | Альберт Пінтат Сантоларія | 30 березня 2005 | 5 червня 2009      | Ліберальна партія              |  |
|  | Жауме Бартумеу Кассані    | 5 червня 2009   | 28 квітня 2011     | Соціал-демократична партія     |  |
|  | Пере Лопес Аграс (в.о.)   | 28 квітня 2011  | 12 травня 2011     | Соціал-демократична партія     |  |
|  | Антоні Марті Петіт        | 12 травня 2011  | 23 березня 2015    | Демократи Андорри              |  |
|  | Гілберт Сабоя Сунє (в.о.) | 23 березня      | 1 квітня 2015      | Демократи Андорри              |  |
|  | Антоні Марті Петіт        | 1 квітня 2015   | 16 травня 2019     | Демократи Андорри              |  |
|  | Хав'єр Еспот Самора       | 16 травня 2019  | чинний             | Демократи Андорри              |  |